# Oprogramowanie odtwarzacza multimedialnego
Odtwarzacz multimedialny - specjalny rodzaj oprogramowania komputerowego, przeznaczony do odtwarzania plików multimedialnych. Większość odtwarzaczy obsługuje dużą liczbę formatów, zarówno dźwięku jak i obrazu. Niektóre skupiają się na odtwarzaniu plików muzycznych (np. Winamp) lub filmowych (np. ALLPlayer, BESTplayer, Media Player Classic, VLC media player) - przejawia się to dostosowaniem interfejsu do wyspecjalizowanych zadań. 

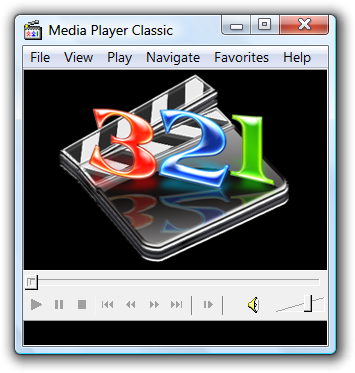
Media Player Classic